# Вителије
Аул Вителије Германик (лат. Aulus Vitelius Germanicus, рођен септембра 15. године, погинуо децембра 69. године) био је римски цар од 17. априла 69. до своје смрти. Вителије је био један од царева у Години четири цара.

## Слика о Вителију у историјским изворима
По сачуваним историјским изворима, а то се нарочито односи на Светонија, слика о Вителију је неповољна. Један од разлога је могао бити то што је Светонијев отац био официр у војсци која се борила на страни Отонa против Вителија.

## Успон, владавина, смрт
Вителије је био син Луција (Лициуса) Вителија, који је био конзул и управник Сирије под царем Тиберијем. Вителијев истоимени син постао је конзул 48. године, а нешто касније био је управник Африке. Крајем 68. године, Галба му је доделио команду над Доњом Германијом, и Вителије је нарочиту популарност стекао међу војницима захваљујући својој дарежљивости. Свом сину је дао име Германикус, по Германији.
Вителије је по карактеру био безазлен, склон сваком добру, владар против своје воље, и немоћан у игри "виших сила". Он није био нарочито амбициозан, већ чак шта више лењи опортуниста. Био је и позната изјелица; јео је обилно по пет пута на дан. Уживао је незајажљиво у јелу и пићу, и да би могао да се даље "гости", ишао је у свој вомиториум (собу, да се исповраћа уз помоћ неког прашка) па наставио даље.
Као владар ковао је новац, на којем су поред његовог лика, на наличју и ликови његове деце и оца Лициуса. Реч је о златницима, сребрњацима и бронзаним новчићима.
По смрти цара Нерона 68. године настало је нестабилно стање у Римском царству са нередима. Римске легије су постале битне, а она Германска је изабрала Вителија за цара. Свој успон на престо дуговао је двојици команданата легија на Рајни који су стајали на челу побуњених легија и који су у њему нашли идеалног претедента на царску функцију. Тако је Вителије у Келну извикан за цара. Када је Вителије стигао са војском у Италију и Рим, престоница је постала поприште крвопролића и масакра. Он је у Риму био благ владар, не само због карактера него и због свог несигурног положаја. Реално, Вителије никада није прихваћен за цара у читавом римском свету, иако је Сенат у Риму прихватио његов избор. Постојали су јаки отпори у провинцији Мезији, и предстојали су сукоби око власти. Све чете пређашњих понижених владара стале су уз Весперзијана, а овај имао је подршку и у самом Риму од свог брата. Убрзо је постало познато да су војске из Далмације и Илирика прогласиле за цара Веспазијана. Очекујући долазак Веспазијанове војске, Вителије је покушао да се споразуме са новим претедентом, али му то нису дозволили преторијанци.
Победио је након борби у Риму Веспарзијан, а Вителије кога је народ бранио, се повукао. Издао га је и његов војсковођа Цецина. Када је видео свуда издајство и поразе, захвалио се на власти. Убрзо је Вителије био заробљен у двору и убијен на губилишту, где га је одвео један високи официр.